# Cromatografie

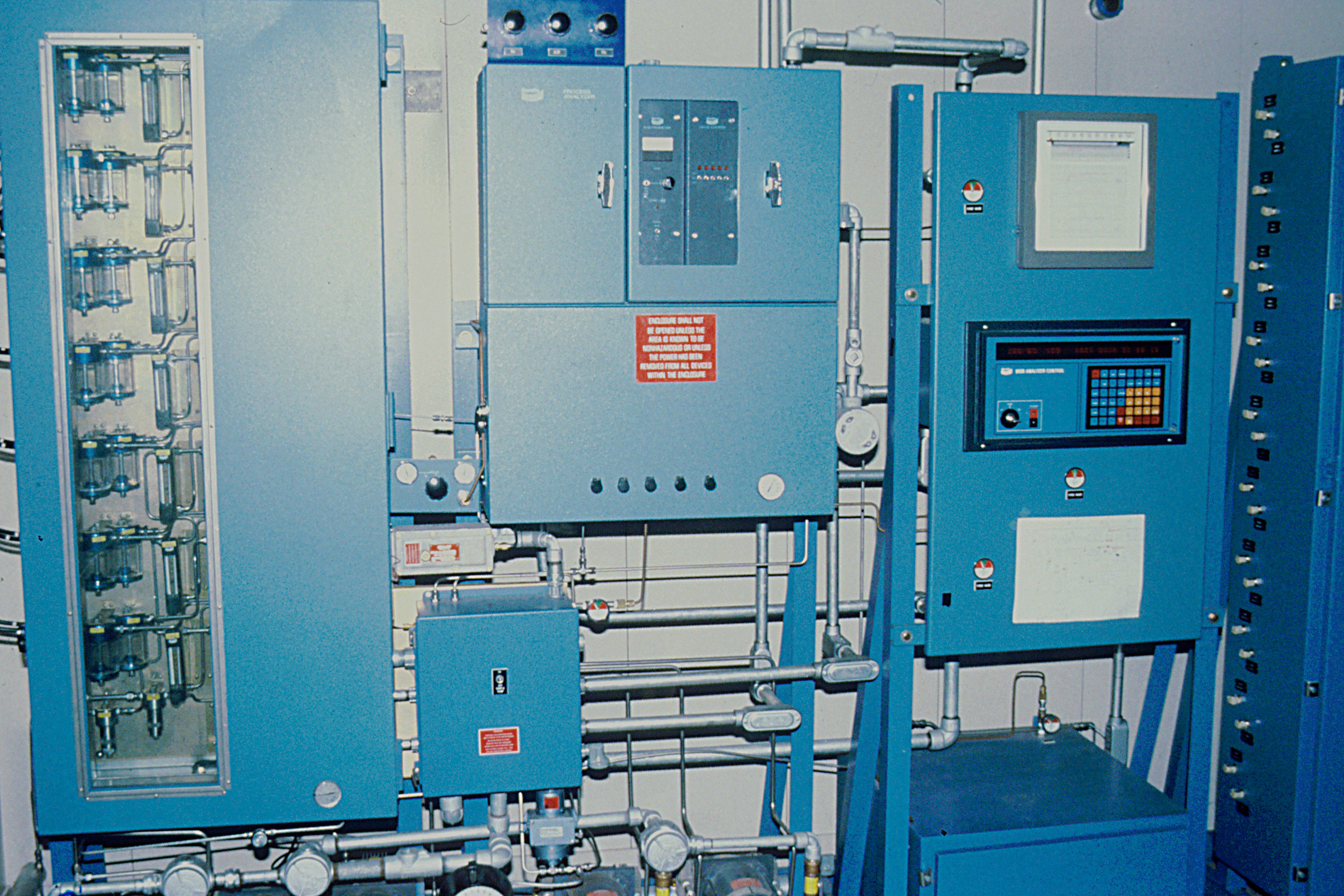
Cromatograf pentru gaze

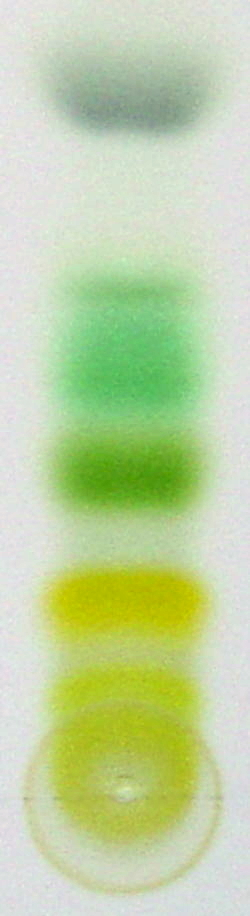
Separarea pigmenților vegetali pe hârtie

Cromatografia (din limba greacă: χρῶμα chroma „culoare” și γράφειν graphein „a scrie”) face referire la tehnicile de laborator prin care se separă substanțele chimice din amestecuri sau soluții.  Se deosebesc două faze cromatografice: faza mobilă și faza staționară (sau fixă). Principiul separării cromatografice constă în distribuția inegală a componentelor unui amestec între cele două faze. Amestecul este dizolvat întru-un fluid (faza mobilă), care îl va trece printr-o structură ce conține un alt material (faza staționară). Diferitele componente ale amestecului trec prin faza staționară cu viteze diferite, ceea ce presupune separarea lor. Separarea se bazează astfel pe partiția diferențială între faza mobilă și faza staționară. Diferențele subtile în coeficientul de partiție al unui compus determină o retenție diferențiată pe faza staționară și, prin urmare, afectează separarea.

## Tipuri
Cromatografie poate fi analitică sau preparativă. Scopul cromatografiei preparative este separarea componentelor unui amestec pentru ca acestea să fie folosite (fiind astfel o metodă de separare). Cromatografia analitică se face, de obicei, cu cantități mai mici de material și are ca scop măsurarea unor proporții relative a componentelor amestecului.
De asemenea, se deosebesc și alte tipuri, în funcție de faza staționară: cromatografia pe strat subțire (notată TLC), cromatografia de lichide, cromatografia de gaze, etc.